# BMX

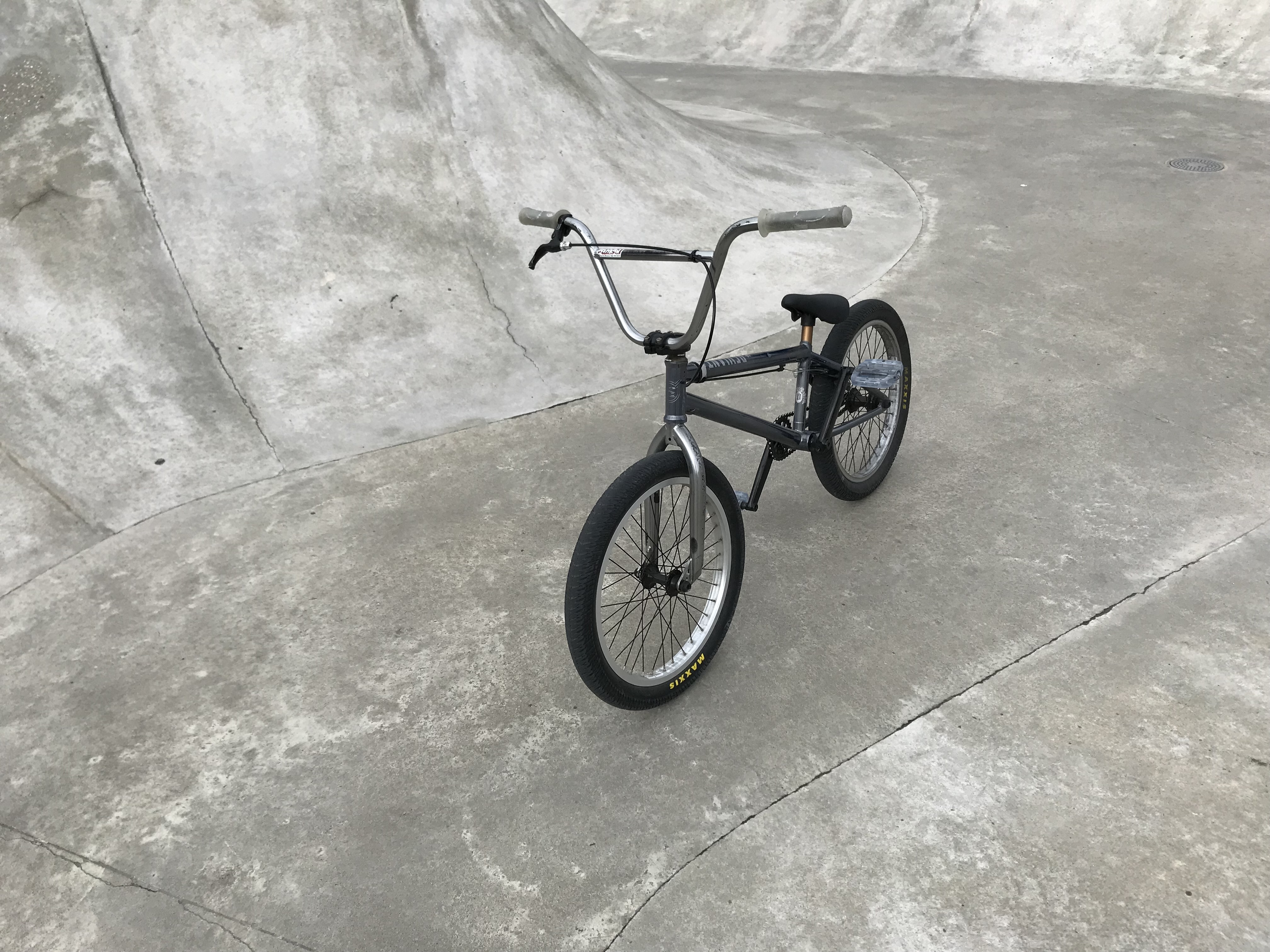
BMX

바이시클 모토크로스(Bicycle Motocross) 또는 단순히 BMX는 자전거를 이용한 스포츠로, 20인치 광폭 타이어를 장착해 특별히 디자인된 자전거를 사용한다. 이 스포츠는 흙으로 만든 트랙을 달리는 BMX 경주와, 프리스타일 BMX라고 불리는 자전거로 보여주는 묘기 공연을 포함한다.
프리스타일 BMX(Freestyle BMX)는 다섯 가지 개별 영역을 포함할 정도로 발전하였다. 영역은 "거리"(Street), "공원"(Park), "숲"(Vert), 진흙(Dirt), 그리고 "평지"(Flatland)로 나뉘어 있다. 이 스포츠에는 항상 다양한 지형에서 서로 다른 방식으로 자전거를 타고 묘기를 부리는 움직임이 있다.
BMX 경주는 프리스타일 BMX와 쉽게 구분할 수 있다. 프리스타일 자전거는 V 브레이크 대신에 U 브레이크를 항상 사용하고, BMX 경주용 자전거는 길이가 좀 더 긴데 이것은 빨리 달릴 때 안정성을 높이기 위해서이다. BMX 자전거는 자이로라는 장치가 있다.좀 더 빠른 회전을 위해서 프리스타일 자전거는 경주용보다 차축거리가 짧다.
2008년 BMX 경주는 베이징 올림픽에서 최초로 올림픽 종목으로 채택되었다.

## 같이 보기
- 프리스타일 BMX